# بيل شالتي نانا
بيل شالتي نانا أو بيل شالتي نانار أميرة وكاهنة بابلية كانت موجودة في حدود عام 554 قبل الميلاد. وهي ابنة الملك البابلي نبو نيد واخت الملك بلشاصر، واحتلت منصب الكاهنة العليا في أور وكانت تعرف بـ كاهنة سين وهو إله القمر.

## قصر الكاهنة العليا بيل شالتي نانا
خلال حملة التنقيب في مدينة أور اكتشف السير ليونارد وولي غرفة بنيت للكاهنة والاميرة بيل شالتي نانا حوالي العام 550 قبل الميلاد، الغرفة تعرف بقصر الكاهنة العليا بيل شالتي نانا. هذا القصر يشترك ببعض ميزات التصميم مع القصر الجنوبي في بابل ,ولكن ضمن قياس اصغر. وهو يقع ضمن رقعة من الأرض على شكل شبه منحرف إلى الجهة الشمالية من أور.
وتضم هذه الغرفة أو القصر موجودات تعود إلى عام 1400 قبل الميلاد و 1700 قبل الميلاد و 2050 قبل الميلاد. فهناك ألواح اختام طينية تحمل نقوشاً قديمة جداً إلى جنب نقش آخر حيث تم نسخ النقش الأقدم بشكل مدهش. وتعتبر هذه الألواح أقدم كاتالوج لمتحف. فالغرفة كانت متحفاً، والاميرة الكاهنة بيل شالتي نانا كانت جامعة للمقنيات الاثارية القديمة. وهناك قطع شظايا من تمثال من حجر الديوريت لتمثال مخصص من قبل شولكي ( شولجي) لالهة أور نينسونا حيث وجدت هناك مع تمثايل طينية صغيرة لكلاب.
وكان اسم هذه الاميرة الكاهنة وقصرها يذكر كثيراً من قبل أبيها الملك نبو نيد في العديد من النقوس على الاسطوانات الطينية: لقد بنيت من جديد بيت بيل شالتي نانا، لقد نقيت وطهرت ابنتي وعرضتها على الإله سين، ولتكن بيل شالتي نانار الابنة، المحبوبة إلى قلبي، لتكن قوية منهم، ولتكن كلمتها النافذة.
وقد عرفت بيل شالتي نانا باهتمامها بالمقتنيات الاثارية مثل أبيها الملك نبو نيد حيث قامت بإنشاء سلسلة من المتاحف التي عرضت فيها المقتنيات الاثرية التي اكتشفها أبوها الملك الذي كان معروفاً بولعه بالتنقيب الاثاري.